# Драйв (саундтрек)
Drive (Original Motion Picture Soundtrack) — альбом саундтреков к одноимённому американскому фильму 2011 года. Первоначально для написания партитуры фильма был приглашен Джонни Джуэл, но в итоге продюсеры наняли Клиффа Мартинеса, который заменил Джуэла. Альбом состоит из композиций, представляющих собой смесь электронной, эмбиентной и ретро-музыки.
Перед выпуском саундтрека альбом возглавил чарты iTunes после положительных отзывов критиков о фильме и его музыкальной партитуре. Альбом был выпущен на CD 19 сентября 2011 г. компанией Lakeshore Records, после чего в июне 2012 года последовало виниловое издание саундтрека, представленное компанией Mondo. К пятилетнему юбилею фильма в сентябре 2016 года Lakeshore и Invada Records выпустили специальное издание саундтрека. Альбом занял 30-ю позицию в американском рейтинге Billboard 200 и возглавил список саундтреков от Billboard. Кроме того, альбом возглавил список саундтреков в Official Charts Company. Саундтрек также был удостоен нескольких наград и номинаций.

## Разработка
Для создания партитуры Рефн выбрал Джонни Джуэла из Desire и Chromatics. Он хотел, чтобы музыка была электронной и иногда абстрактной, чтобы зритель мог увидеть ситуацию с точки зрения водителя. Когда Рефн просматривал каталог микшера Джуэла, он выбрал «Under Your Spell» и «Tick of the Clock», поскольку считал, что «Драйв» — это сказка. Во время кульминации Drive ключевая мелодия «A Real Hero» о том, что нужно стать «настоящим человеком и настоящим героем», звучит рефреном, потому что именно в этот момент Драйвер проявляет оба этих качества. 
«Зрители ощутили песню так же как и когда я её писал. Он точно передал все тонкости песни, понял её смысл и сумел донести эти чувства до зрителя, вызвать у него такие же эмоции»
Размышляя о музыке с точки зрения основных элементов, Джуэл сказал бы режиссёру, что в определённых сценах не должно быть басов, поскольку, будучи земляным тоном, они обычно используются для более эмоциональной или зловещей части. Джуэл считал, что для «Сцены Мечты» музыка должна быть в верхнем регистре и расслабляющей. Чтобы помочь себе в процессе сочинения музыки и придумывания мелодий, продюсер выделил фразы из книги, а затем печатал эти фразы крупным шрифтом и развешивал их на стенах или рисовал картины во время просмотра «Драйва»
Хотя в партитуре использовалась музыка Джуэл, в последний момент студия наняла композитора Клиффа Мартинеса для имитации стиля и настроения групп Джуэл Chromatics и Glass Candy. Рефн дал ему выборку понравившихся песен и попросил Мартинеса воспроизвести их звучание, в результате чего получился «своего рода ретро, синтезаторный европоп 80-х годов». Редактор Мэт Ньюман предложил песню для вступительных титров фильма «Драйв»: «Nightcall» французского электронного музыканта Kavinsky. Большая часть его эфирной электронно-поп-партитуры была написана Мартинесом. Рефн особенно любил его эмбиентную музыку в саундтреке «Секс, ложь и видеопленка». В этой партитуре есть треки с винтажными клавишными и прямолинейными описательными названиями.
Джуэл переделал свой неиспользованный саундтрек к фильму в «Themes for an Imaginary Film», дебютный альбом своего сайд-проекта «Symmetry».

## Трек-лист
| №   | Название                                                                  | Исполнители                         | Длительность |
| --- | ------------------------------------------------------------------------- | ----------------------------------- | ------------ |
| 1.  | «Nightcall» (Vincent Pierre Claude Belorgey, Guy-Manuel de Homem-Christo) | Kavinsky при уч. Lovefoxxx          | 4:19         |
| 2.  | «Under Your Spell» (Johnny Jewel)                                         | Desire                              | 3:52         |
| 3.  | «A Real Hero» (David Grellier, Austin Garrick, Bronwyn Griffin)           | College при уч. Electric Youth      | 4:27         |
| 4.  | «Oh My Love» (Riz Ortolani, Rina Ranieri)                                 | Riz Ortolani при уч. Katyna Ranieri | 2:50         |
| 5.  | «Tick of the Clock» (Jewel)                                               | Chromatics                          | 4:48         |
| 6.  | «Rubber Head»                                                             | Cliff Martinez                      | 3:08         |
| 7.  | «I Drive»                                                                 | Cliff Martinez                      | 2:03         |
| 8.  | «He Had a Good Time»                                                      | Cliff Martinez                      | 1:37         |
| 9.  | «They Broke His Pelvis»                                                   | Cliff Martinez                      | 1:58         |
| 10. | «Kick Your Teeth»                                                         | Cliff Martinez                      | 2:40         |
| 11. | «Where's the Deluxe Version?»                                             | Cliff Martinez                      | 5:32         |
| 12. | «See You in Four»                                                         | Cliff Martinez                      | 2:37         |
| 13. | «After the Chase»                                                         | Cliff Martinez                      | 5:25         |
| 14. | «Hammer»                                                                  | Cliff Martinez                      | 4:44         |
| 15. | «Wrong Floor»                                                             | Cliff Martinez                      | 1:31         |
| 16. | «Skull Crushing»                                                          | Cliff Martinez                      | 5:57         |
| 17. | «My Name on a Car»                                                        | Cliff Martinez                      | 2:19         |
| 18. | «On the Beach»                                                            | Cliff Martinez                      | 6:35         |
| 19. | «Bride of Deluxe»                                                         | Cliff Martinez                      | 3:57         |

## Принятие
Саундтрек к фильму «Драйв» вышел на CD 19 сентября 2011 года на лейбле Lakeshore Records До этого, благодаря вирусным отзывам в Твиттере, саундтрек хорошо продавался на iTunes, поднявшись до четвёртого места в чартах Альбом был выпущен на виниле 21 июня 2012 года компанией Mondo Переделанный саундтрек для фильма был создан для BBC Зейном Лоу для телевизионного показа в октябре 2014 года. В саундтрек вошла оригинальная музыка от Chvrches, Banks, Bastille, Eric Prydz, SBTRKT, Bring Me the Horizon, The 1975 и Laura Mvula.
Альбом получил положительные отзывы. Джеймс Верниер из Boston Herald поставил ему оценку «A», заявив, что «крутые ребята не просто смотрят Драйв, они его слушают… Саундтрек к Драйву — такая неотъемлемая часть впечатления от фильма, что, услышав его, вы не сможете представить фильм без него» Рецензент AllMusic Джеймс Кристофер Монгер выбрал в качестве лучших треков саундтрека «Nightcall», «I Drive», «Hammer» и «Bride of Deluxe» Майер Ниссим из Digital Spy дал ему четыре звезды из пяти, считая саундтрек таким же важным, как и сам фильм. Он заявил, что последовательность альбома, начинающаяся с не-Мартинесовских песен, вместо того, чтобы смешивать их для более приятного прослушивания, стоила ему звезды.
В сентябре 2016 года Lakeshore и Invada Records выпустили специальное издание саундтрека к пятилетию фильма, В том же месяце Джонни Джуэл, колледж, Electric Youth и Клифф Мартинес обсудили влияние саундтрека и фильма на свою жизнь и современную музыкальную культуру. Джуэл сказал Аарону Велингу, что "сочетание звуковой и визуальной ностальгии с современным вращением всегда смертельно. Саундтрек попал в список журнала Spin 40 саундтреков к фильмам, которые изменили альтернативную музыку.

## Чарты
| Чарт (2011—2012)                       | Высшая позиция |
| -------------------------------------- | -------------- |
| Австрия (Ö3 Austria)                   | 33             |
| Бельгия/Фландрия (Ultratop)            | 28             |
| Бельгия/Валлония (Ultratop)            | 24             |
| Дания (Hitlisten)                      | 12             |
| Франция (SNEP)                         | 13             |
| Германия (Offizielle Top 100)          | 59             |
| Irish Compilation Albums (IRMA)        | 2              |
| Норвегия (VG-lista)                    | 35             |
| Польша (ZPAV)                          | 8              |
| Швейцария (Schweizer Hitparade)        | 72             |
| Великобритания (UK Compilation Albums) | 12             |
| США (Billboard 200)                    | 31             |
| США (Billboard Independent Albums)     | 4              |
| США (Billboard Soundtrack Albums)      | 1              |

| Чарт (2012)                        | Позиция |
| ---------------------------------- | ------- |
| Belgian Albums (Ultratop Flanders) | 91      |
| Belgian Albums (Ultratop Wallonia) | 96      |
| Danish Albums (Hitlisten)          | 96      |
| French Albums (SNEP)               | 118     |

## Награды и номинации
| Награда                                       | Дата церемонии  | Категория                       | Получатели                                     | Результаты | Ист.   |
| --------------------------------------------- | --------------- | ------------------------------- | ---------------------------------------------- | ---------- | ------ |
| Boston Society of Film Critics                | 12 декабря 2011 | Best Use of Music in a Film     | Drive                                          | Победа     | [ 35 ] |
| Chicago Film Critics Association              | 19 декабря 2012 | Best Original Score             | Клифф Мартинес                                 | Победа     | [ 36 ] |
| Critics' Choice Movie Awards                  | 13 января 2012  | Best Score                      | Cliff Martinez                                 | Номинация  | [ 37 ] |
| Los Angeles Film Critics Association          | 11 декабря 2011 | Best Music Score                | Cliff Martinez                                 | Runner–up  | [ 38 ] |
| MTV Movie Awards                              | 3 июня 2012     | Best Song from a Movie          | «A Real Hero» — College при уч. Electric Youth | Номинация  | [ 39 ] |
| Satellite Awards                              | 18 декабря 2011 | Best Original Score             | Клифф Мартинес                                 | Номинация  | [ 40 ] |
| St. Louis Film Critics Association            | 19 декабря 2011 | Best Music/Score                | Клифф Мартинес                                 | Номинация  | [ 41 ] |
| Washington D.C. Area Film Critics Association | 5 декабря 2011  | Best Score                      | Клифф Мартинес                                 | Номинация  | [ 42 ] |
| World Soundtrack Academy                      | 20 октября 2012 | Best Soundtrack of the Year     | Клифф Мартинес                                 | Номинация  | [ 43 ] |
| World Soundtrack Academy                      | 20 октября 2012 | Soundtrack Composer of the Year | Клифф Мартинес                                 | Номинация  | [ 43 ] |

## Комментарии
1. ↑  Связано с фильмом Артист[35]